# Дональдсон, Джаред
Джаред Дональдсон (англ. Jared Donaldson; родился 9 октября 1996 года) — американский профессиональный теннисист.

## Общая информация
Родителей Джареда зовут Кортни (бизнесмен) и Ребекка (социальный работник); у него есть сестра Тай.
Начал играть в теннис в возрасте четырёх лет. Любимая поверхность — хард, любимый турнир — Индиан Уэллс. Имеет прозвище — Джей Ди (англ. JD).

## Спортивная карьера
Первые титулы из серии «фьючерс» Дональдсон выиграл летом 2014 года, став лучшим на трёх турнирах подряд. В августе в Вашингтоне он впервые через квалификацию смог пробиться в основную сетку турнира Мирового тура. Затем американец получил уайлд-кард на Открытый чемпионат США, впервые сыграв в основной сетке турнира серии Большого шлема. Дебютный турнир серии «челленджер» Джаред взял зимой 2015 года в Маю, победив сразу в одиночном и парном разряде.
В июле 2016 года Дональдсон, начав с квалификации, смог дойти до третьего раунда на Мастерсе в Торонто. На Открытом чемпионате США он также пробился в основную сетку и смог выйти в третий раунд, переиграв сильных противников Давида Гоффена и Виктора Троицки. После этого выступления Джаред впервые поднялся в рейтинге в топ-100.
В марте 2017 года Дональдсон смог выйти в четвёртый раунд на Мастерсе в Майами. Дебютный Уимблдонский турнир в основных соревнованиях завершился для американца проходом в стадию третьего раунда. В августе на Мастерсе в Цинциннати ему впервые удалось выйти в четвертьфинал турнира такого ранга.
В марте 2018 года он впервые дошёл до полуфинала АТП на турнире в Акапулько, но проиграл южноафриканцу Кевину Андерсону. Этот результат позволил Дональдсону подняться на самую высокую в карьере — 48-ю позицию одиночного рейтинга. С марта 2019 года не выступал на профессиональных турнирах.

## Рейтинг на конец года
| Год  | Одиночный рейтинг | Парный рейтинг |
| 2020 | 746               |                |
| 2019 | 720               |                |
| 2018 | 111               |                |
| 2017 | 54                |                |
| 2016 | 105               |                |
| 2015 | 134               | 647            |
| 2014 | 261               | 509            |
| 2013 | 730               | 1 044          |
| 2012 | 1 221             |                |

## Выступления на турнирах

### Финалы челленджеров и фьючерсов в одиночном разряде (7)

#### Победы (4)
| Условные обозначения |
| Челленджеры (1+1*)   |
| Фьючерсы (3)         |

| Титулы по покрытиям | Титулы по месту проведения матчей турнира |
| ------------------- | ----------------------------------------- |
| Хард (3+1*)         | Зал (0)                                   |
| Грунт (1)           | Зал (0)                                   |
| Трава (0)           | Открытый воздух (4+1)                     |
| Ковёр (0)           | Открытый воздух (4+1)                     |

* количество побед в одиночном разряде + количество побед в парном разряде.
| №  | Дата           | Турнир             | Покрытие | Соперник в финале | Счёт        |
| 1. | 8 июня 2014    | Бодрум, Турция     | Грунт    | Никола Милоевич   | 6-3 6-4     |
| 2. | 22 июня 2014   | Талса, США         | Хард     | Джармере Дженкинс | 4-6 6-3 7-5 |
| 3. | 29 июня 2014   | Оклахома-Сити, США | Хард     | Эндрю Харрис      | 6-3 6-2     |
| 4. | 1 февраля 2015 | Маю, США           | Хард     | Николас Мейстер   | 6-1 6-4     |

#### Поражения (3)
| №  | Дата            | Турнир          | Покрытие | Соперник в финале     | Счёт        |
| 1. | 16 марта 2014   | Анталья, Турция | Грунт    | Хорди Сампер Монтанья | 2-6 6-7(4)  |
| 2. | 11 октября 2015 | Сакраменто, США | Хард     | Тейлор Фриц           | 4-6 6-3 4-6 |
| 3. | 24 апреля 2016  | Саванна, США    | Грунт    | Бьорн Фратанджело     | 1-6 3-6     |

### Финалы челленджеров и фьючерсов в парном разряде (2)

#### Победы (1)
| №  | Дата           | Турнир   | Покрытие | Партнёр       | Соперники в финале         | Счёт    |
| 1. | 1 февраля 2015 | Маю, США | Хард     | Стефан Козлов | Чейз Бьюкенен Райн Уильямс | 6-3 6-4 |

#### Поражения (1)
| №  | Дата         | Турнир     | Покрытие | Партнёр    | Соперники в финале         | Счёт       |
| 1. | 22 июня 2014 | Талса, США | Хард     | Фарес Гася | Эрик Куигли Деннис Новиков | 6-7(5) 3-6 |